# 25. únor
25. únor je 56. den roku podle gregoriánského kalendáře. Do konce roku zbývá 309 dní (310 v přestupném roce). Svátek má Liliana.

## Události

### Česko
- 1570 – V Praze byl na Staroměstském náměstí vidět poprvé živý slon a lev.
- 1919 – Na tajné schůzi Národního shromáždění byla uzákoněna koruna československá jako měna Československé republiky.

- 1948
  - Publikována prokomunistická výzva Kupředu, zpátky ni krok! včetně jmen lidí, kteří ji (v první vlně) podepsali. Někteří z nich (údajně po nátlaku) podepsali i „Antichartu“ v roce 1977.
  - Prezident Edvard Beneš přijal demisi ministrů a doplnil vládu podle Gottwaldovy předlohy, čímž byl završen komunistický převrat, který komunistická vláda slavila jako Vítězný únor.

- 1954 – Československý rozhlas zahájil pravidelné televizní vysílání ze studia v Měšťanské besedě ve Vladislavově ulici v Praze.
- 1969 – Na Václavském náměstí se upálil 19letý student Jan Zajíc.
- 2005 – Obyvatelé obcí Horní Jiřetín a Černice se v místním referendu většinou vyjádřili pro zachování územních limitů těžby hnědého uhlí.

### Svět
- 1570 – Alžběta I. byla papežem Piem V. exkomunikována pro její pronásledování katolíků.
- 1600 – U příležitosti svatby francouzského krále Jindřicha IV. s Marií Medicejskou byla provedena opera Euridice skladatele Jacopa Peri, která dnes představuje nejstarší dochovanou operu.
- 1912 – Marie-Adéla Lucemburská se stala první vládnoucí lucemburskou velkovévodkyní.
- 1951 – V Buenos Aires byly zahájeny I. Panamerické hry.
- 1956 – V závěrečný den 20. sjezdu KSSS tehdejší první tajemník Nikita Chruščov přednesl projev, ve kterém odsoudil Stalinovo zneužívání moci a kult jeho osobnosti.
- 1991 – Na konferenci hlav šesti států v Budapešti bylo rozhodnuto o rozpuštění Varšavské smlouvy k 1. červnu 1991.
- 1994 – Izraelec Baruch Goldstein spáchal masakr v Jeskyni patriarchů, kde zavraždil 29 palestinských muslimů a dalších 150 zranil.
- 2005 – Neznámí ozbrojenci přepadli mírové jednotky OSN rozmístěné v Demokratické republice Kongo a zabili devět bangladéšských vojáků.
- 2022 – Během druhého ruského útoku na ukrajinské letiště Hostomel byl zničen nákladní letoun Antonov An-225 Mrija, který měl největší nosnou kapacitu na světě a byl jediným exemplářem v provozu poskytujícím mezinárodní služby.

## Narození

### Česko

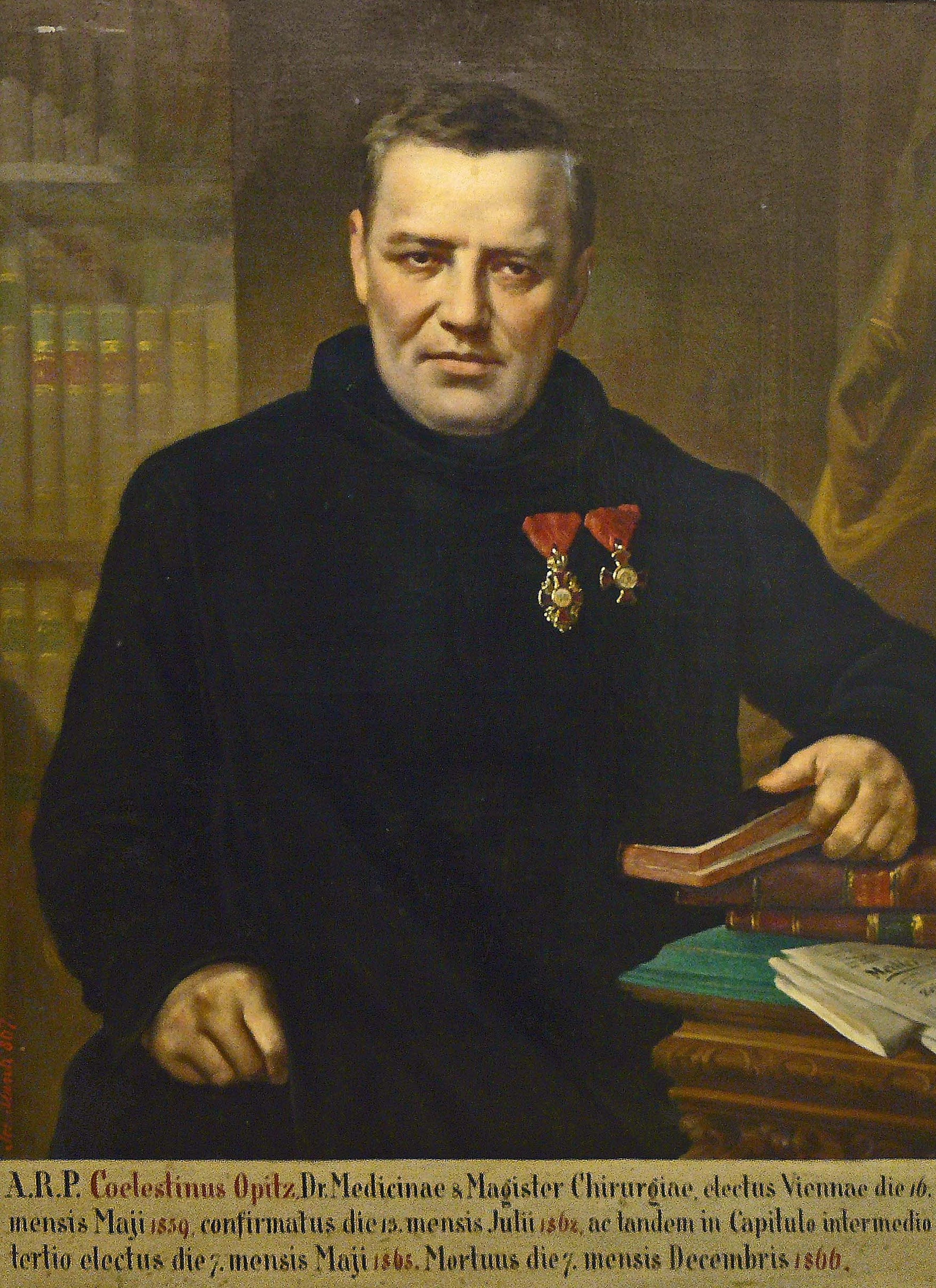
Celestýn Opitz (* 1810)

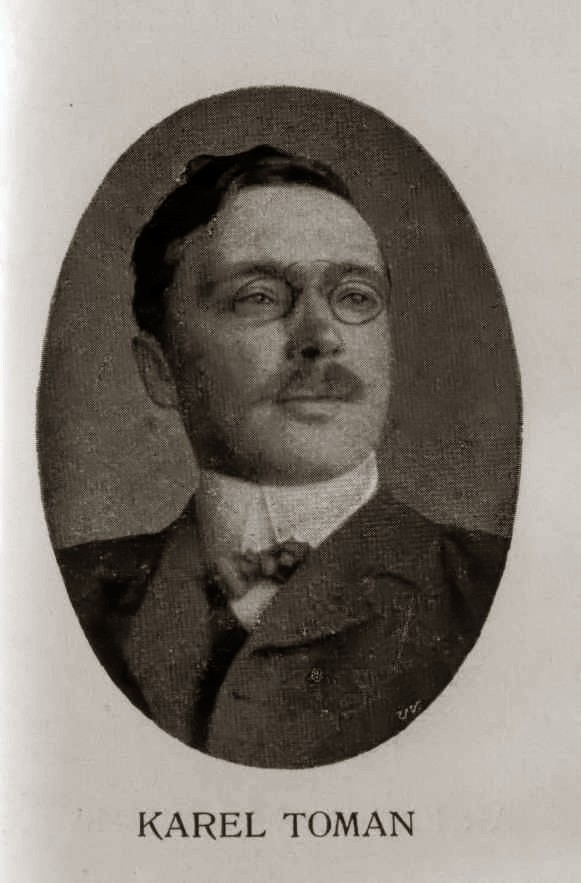
Karel Toman (* 1877)

- 1337 – Václav Český, spisovatel († 1. prosince 1383)
- 1708 – Felix Benda, skladatel a varhaník († 12. ledna 1768)
- 1752 – Matěj Brixi, kantor († 1. května 1806)
- 1793 – Ferdinand Jitschinsky, hospodářský správce a archivář († 14. března 1868)
- 1810 – Celestýn Opitz, chirurg, průkopník anesteziologie († 7. prosince 1866)
- 1817
  - Moric Schöne, poslanec Českého zemského sněmu, starosta Tábora († 14. listopadu 1883)
  - Eleonora Šomková, snoubenka Karla Hynka Máchy († 31. října 1891)
- 1823 – Josef Masaryk (Jozef Masarik), otec T.G. Masaryka († 25. září 1907)
- 1844 – Jindřich Kafka, vídeňský skladatel českého původu († 2. dubna 1917)
- 1847 – Josef Paukner, hudební skladatel († 2. února 1906)
- 1856 – Václav Veverka, československý politik († 14. listopadu 1924)
- 1860 – Ferdinand Vach, český hudební skladatel, dirigent a sbormistr († 16. února 1939)
- 1862 – Bohumil Benoni, český operní pěvec – barytonista († 10. února 1942)
- 1870 – Vilém Votruba, československý politik († 16. dubna 1939)
- 1877 – Karel Toman, básník († 12. června 1946)
- 1879 – Otakar Ostrčil, hudební skladatel a dirigent († 20. srpna 1935)
- 1889 – Adolf Kramenič, varhaník, sbormistr a hudební skladatel († 19. prosince 1953)
- 1892 – Adam Kříž, český legionář, odbojář a spisovatel († 13. března 1945)
- 1895
  - Jaromír Dolanský, komunistický politik, ministr československých vlád († 16. července 1973)
  - Jiří Hejda, český spisovatel a politik († 25. dubna 1985)
  - Hynek Pelc, profesor sociálního lékařství, ředitel Státního zdravotního ústavu († 2. července 1942)
- 1896 – Jan Němeček, hudební historik († 31. března 1968)
- 1906
  - Rudolf Brdička, akademik a profesor fyzikální chemie († 25. června 1970)
  - Josef Robotka, generálmajor i.m.(† 12. listopadu 1952)
- 1909 – Josef Mach, český filmový herec, scenárista a režisér († 7. července 1987)
- 1922 – Miloslava Misáková, sportovní gymnastka, zlato na OH 1948 († 1. července 2015)
- 1923 – Emil Boček, válečný veterán druhé světové války († 25. března 2023)
- 1928
  - Otakar Čemus, grafik, malíř a ilustrátor († 11. prosince 2021)
  - Václav Rusek, farmaceutický odborník a historik
- 1932 – Eva Melmuková, evangelická teoložka a historička
- 1936
  - Jiří Černý, hudební kritik († 17. srpna 2023)
  - Bohumil Palek, český lingvista, semiotik a překladatel
- 1943
  - Pavel Dostál, politik († 24. července 2005)
  - Stanislav Holý, malíř, grafik a ilustrátor († 14. srpna 1998)
- 1944 – Věra Jirousová, historička umění a básnířka († 27. února 2011)
- 1948
  - Zdenek Hůla, český malíř a sochař
  - Lea Vivot, kanadská sochařka českého původu
  - Ladislav Landa, český básník († 4. června 1965)
- 1949 – Jaroslava Hanušová, herečka († 22. února 2016)
- 1952 – Vladimír Kratina, herec, zpěvák, písničkář a producent
- 1956
  - Jim Čert, český zpěvák a akordeonista
  - Hana Vláčilová, baletní mistryně, choreografka a pedagožka
- 1957 – Martin Klásek, loutkař
- 1959
  - Hana Burešová, divadelní režisérka
  - Vladimír Stibor, básník, spisovatel a fotograf
- 1960 – Michal Gabriel, český sochař
- 1964 – Josef Mareš, kriminalista a scenárista
- 1969 – Henryk Mrejzek, fotograf
- 1975 – Gabriela Míčová, česká herečka
- 1983 – Kateřina Smejkalová, modelka, Miss 2005
- 1993 – Lukáš Sedlák, lední hokejista
- 2004 – Roman Staněk, automobilový závodník

### Svět

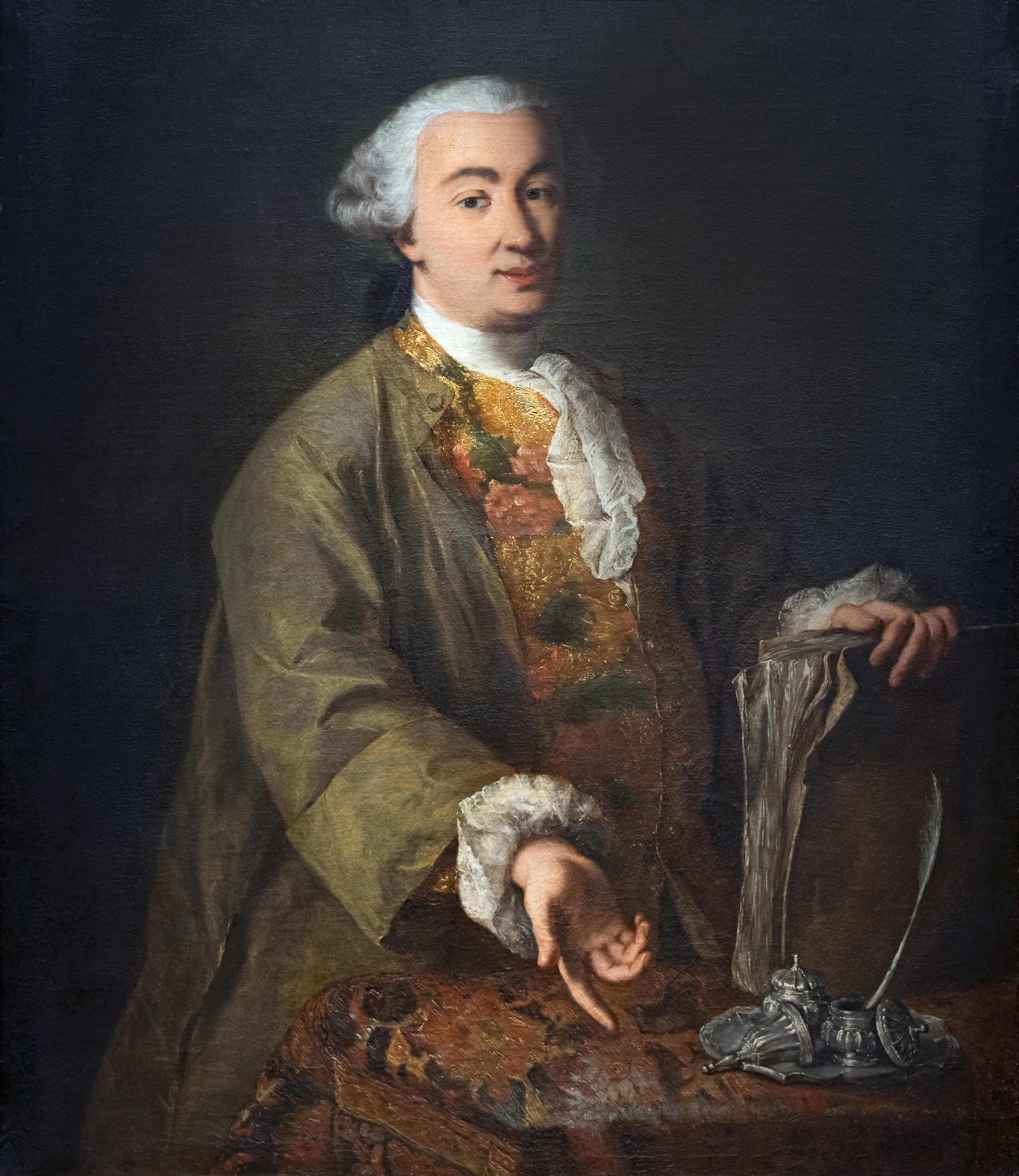
Carlo Goldoni (* 1707)

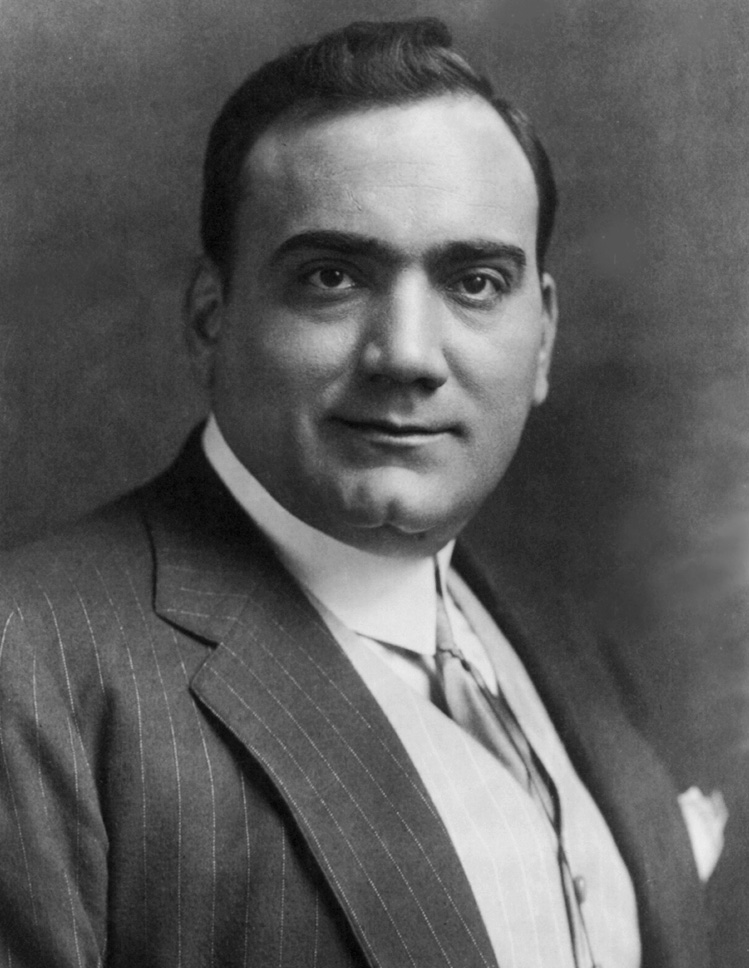
Enrico Caruso (* 1873)

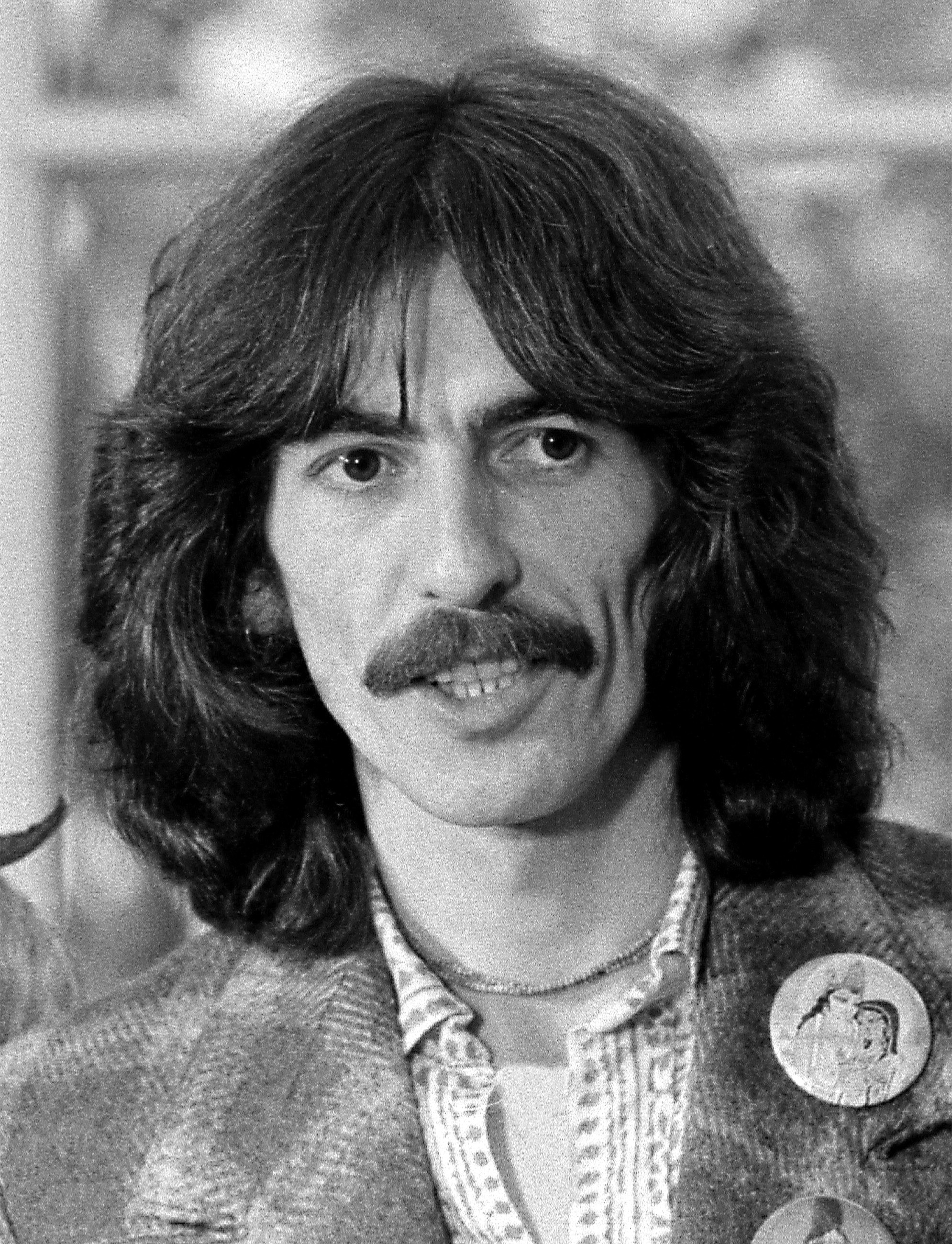
George Harrison (* 1943)

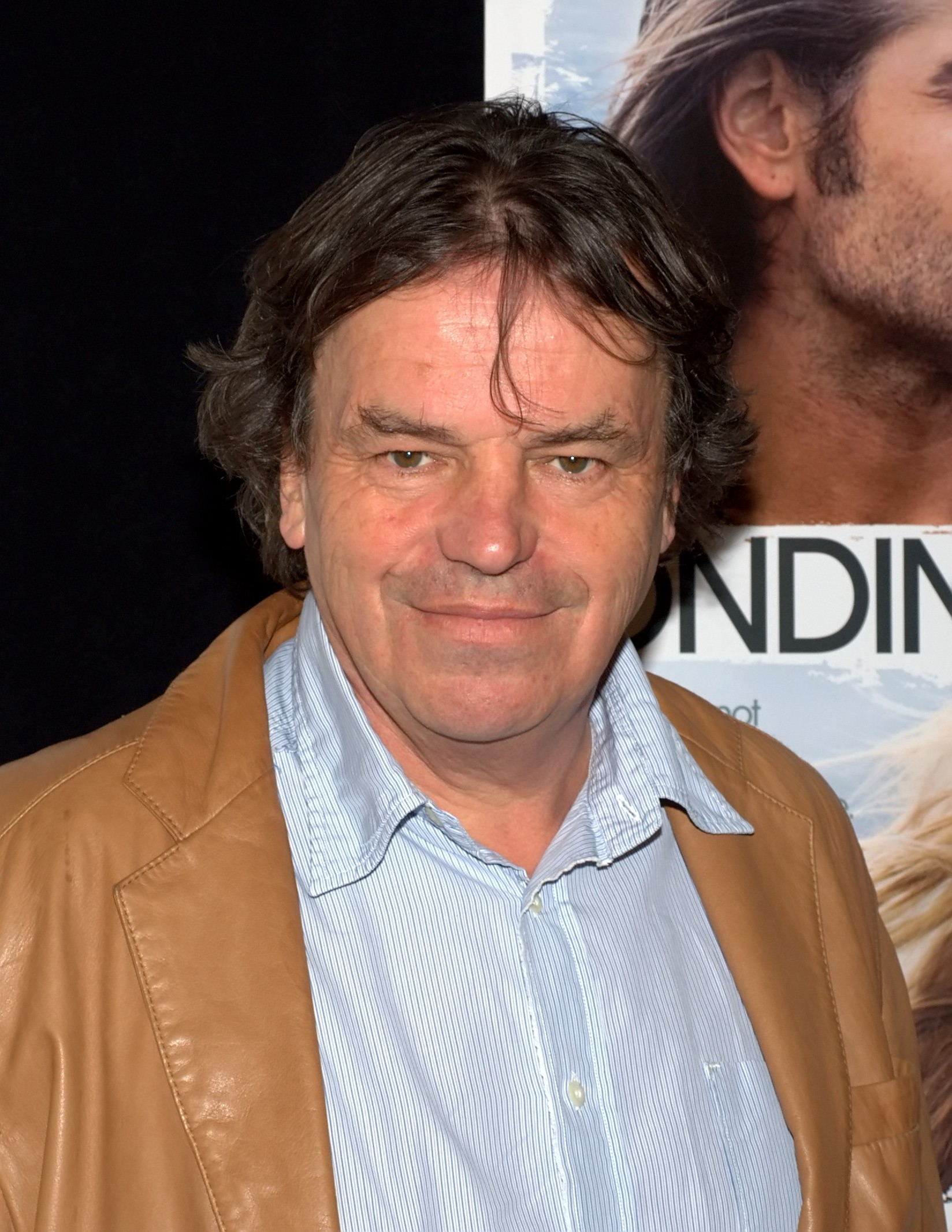
Neil Jordan (* 1950)

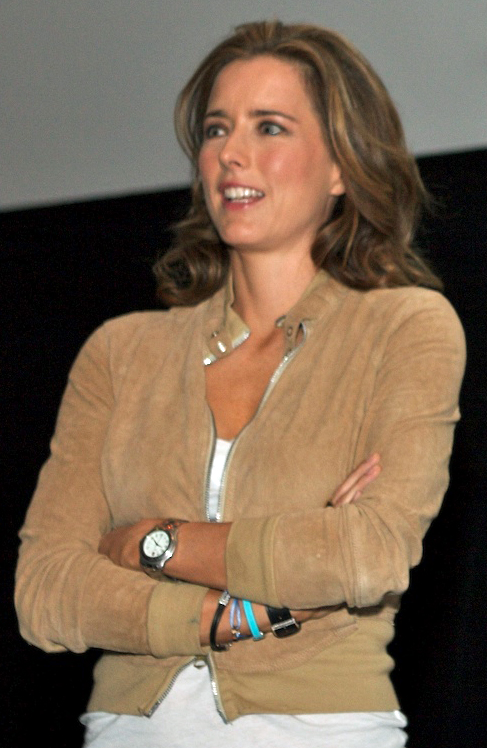
Téa Leoni (* 1966)

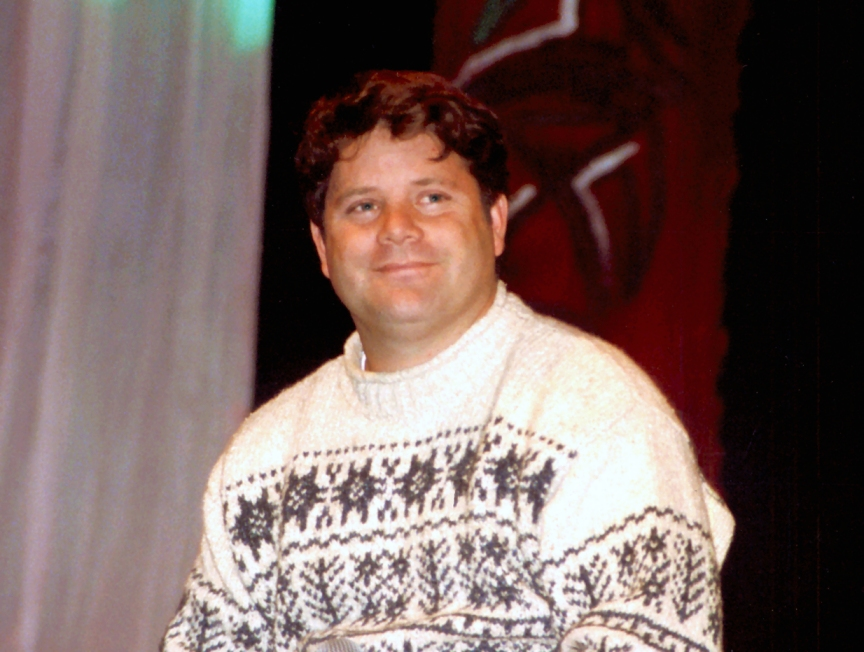
Sean Astin (* 1971)

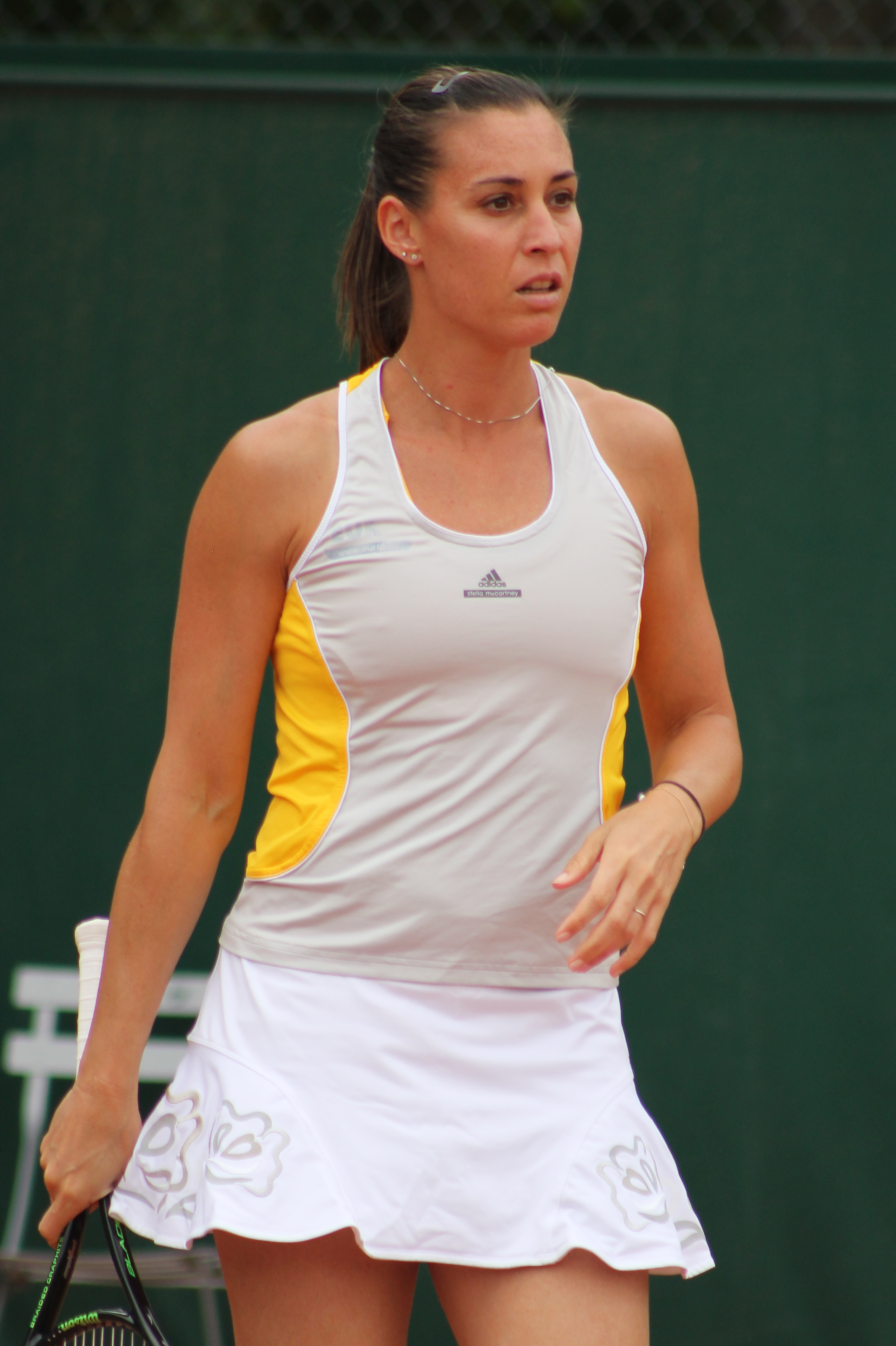
Flavia Pennetta (* 1982)

- 1475 – Eduard Plantagenet, 17. hrabě z Warwicku, anglický šlechtic a příbuzný vládnoucích králů († 28. listopadu 1499)
- 1591 – Friedrich Spee, německý jezuita († 7. srpna 1635)
- 1628 – Claire-Clémence de Maillé-Brézé, kněžna z Condé a vévodkyně z Fronsacu († 16. dubna 1694)
- 1649 – Johann Philipp Krieger, německý barokní hudební skladatel a varhaník († 7. února 1725)
- 1668 – Gottlieb Wernsdorf, německý profesor luterské teologie († 1. července 1729)
- 1707 – Carlo Goldoni, italský dramatik († 6. února 1793)
- 1735 – Ernst Wilhelm Wolf, německý koncertní mistr a skladatel († 1. prosince 1792)
- 1768 – Friedrich von Adelung, německý právník a filozof († 30. ledna 1843)
- 1778 – José de San Martín, vůdce boje za nezávislost jihoamerického kontinentu na Španělsku († 17. srpna 1850)
- 1792 – Johann Georg Christian Lehmann, německý botanik († 12. února 1860)
- 1802 – František de Paula z Lichtenštejna, rakouský šlechtic a generál († 31. března 1887)
- 1812 – Carl Christian Hall, premiér (Konseilspræsident) Dánska († 14. srpna 1888)
- 1816 – Charles Reutlinger, německý fotograf († patrně po r. 1890)
- 1836 – Pauline Metternichová, vídeňská a pařížská aristokratka († 28. září 1921)
- 1838 – Friedrich Kleinwächter, rakouský ekonom († 12. prosince 1927)
- 1841 – Auguste Renoir, francouzský impresionistický malíř († 3. prosince 1919)
- 1842 – Karel May, německý spisovatel († 30. března 1912)
- 1846 – Giuseppe De Nittis, italský malíř († 21. srpna 1884)
- 1848 – Vilém II. Württemberský, poslední württemberský král († 2. října 1921)
- 1853 – Karl von Weizsäcker, německý politik († 2. února 1926)
- 1856 – Karl Lamprecht, německý historik († 10. května 1915)
- 1857 – Friedrich Reinitzer, rakouský botanik a chemik († 16. února 1927)
- 1861
  - Me'ir Dizengoff, starosta Tel Avivu († 23. září 1936)
  - Rudolf Steiner, rakouský filosof († 30. března 1925)
- 1862 – Stanisław Głąbiński, polský ministr zahraničních věcí († 14. srpna 1943)
- 1865 – Andranik Ozanian, arménský generál, národní hrdina († 31. srpna 1927)
- 1866
  - Benedetto Croce, italský filosof historik, spisovatel a politik († 20. listopadu 1952)
  - Heinrich Kühn, rakouský fotograf († 14. září 1944)
- 1868 – Erwin Baum, německý politik († 22. března 1950)
- 1871 – Lesja Ukrajinka, ukrajinská spisovatelka († 1. srpna 1913)
- 1873 – Enrico Caruso, italský operní pěvec († 2. srpna 1921)
- 1879 – Ernst von Niebelschütz, německý historik umění († 12. února 1946)
- 1881 – Alexej Rykov, sovětský politik († 15. března 1938)
- 1885 – Alice z Battenbergu, matka Filipa Mountbattena, manžela britské královny Alžběty II. († 5. prosince 1969)
- 1887 – Ewald Mataré, německý malíř a sochař († 28. března 1965)
- 1888 – John Foster Dulles, americký diplomat a politik († 24. května 1959)
- 1889
  - Gordon Dobson, britský fyzik († 11. března 1976)
  - Albin Stenroos, finský olympijský vítěz v maratonu († 30. dubna 1971)
- 1890 – Myra Hessová, britská klavíristka († 25. listopadu 1965)
- 1896 – Ida Noddacková, německá chemička a fyzička († 24. září 1978)
- 1903 – Imrich Karvaš, československý ekonom a politik († 20. února 1981)
- 1905 – Perry Miller, americký historik († 9. prosince 1963)
- 1906 – Boris Papandopulo, chorvatský skladatel a dirigent († 16. října 1991)
- 1915 – Alla Alexandrovna Andrejevová, ruská výtvarnice, žena básníka a mystika Daniila Andrejeva († 29. dubna 2005)
- 1917 – Anthony Burgess, britský spisovatel, hudební skladatel a klavírista († 22. listopadu 1993)
- 1918 – Bobby Riggs, americký tenista († 25. října 1995)
- 1919
  - Fred Katz, americký violoncellista († 7. září 2013)
  - Karl H. Pribram, americký neurochirurg a myslitel († 19. ledna 2015)
- 1920
  - Philip Habib, americký diplomat († 25. května 1992)
  - Son-mjong Mun, korejský zakladatel náboženského hnutí Církev sjednocení († 3. září 2012)
- 1927 – Ralph Stanley, americký hudebník († 23. června 2016)
- 1929 – Jerome Kagan, americký psycholog  († 10. května 2021)
- 1931 – Viola Farber, americká choreografka a tanečnice († 24. prosince 1998)
- 1932 – Andrzej Chodkowski, polský muzikolog
- 1934 – Michael Fairman, americký herec, spisovatel a režisér
- 1935 – Janusz Gaudyn, polský lékař a spisovatel († 22. června 1984)
- 1937
  - Don Randi, americký klavírista
  - Gyula Zsivótzky, maďarský trojnásobný olympijský medailista v hodu kladivem († 29. září 2007)
- 1938
  - Viktor Kosičkin, sovětský rychlobruslař, olympijský vítěz († 30. března 2012)
  - Diane Baker, americká herečka a producentka
  - Herb Elliott, australský atlet, olympijský vítěz
- 1940 – Béchara Butrus Raï, libanonský kardinál, maronitský patriarcha Antiochie
- 1942 – Bojan Radev, bulharský zápasník, dvojnásobný olympijský šampión
- 1943 – George Harrison, britský hudebník, člen kapely The Beatles († 29. listopadu 2001)
- 1944 – François Cevert, francouzský automobilový závodník († 6. října 1973)
- 1945 – Elkie Brooks, anglická rocková, bluesová zpěvačka
- 1946 – Ján Štrasser, slovenský spisovatel a překladatel
- 1947
  - Lee Evans, americký sprinter, dvojnásobný zlatý medailista OH († 19. května 2021)
  - Rjó Kawasaki, japonský kytarista († 13. dubna 2020)
  - Doug Yule, americký hudebník, člen The Velvet Underground
- 1949
  - Danuta Wałęsová, manželka bývalého polského prezidenta Lecha Wałęsy
  - Frank „Poncho“ Sampedro, americký kytarista
- 1950
  - Néstor Kirchner, argentinský prezident († 27. října 2010)
  - Neil Jordan, irský režisér
- 1951 – Donald Quarrie, jamajský atlet, sprinter, olympijský vítěz
- 1953
  - Leszek Deptuła, polský politik († 10. dubna 2010)
  - José María Aznar, předseda vlády Španělska
  - Reggie Lucas, americký kytarista a hudební producent
- 1954 – Gabi Aškenazi, izraelský voják a politik
- 1955 – Iain Lawrence, kanadský spisovatel
- 1962 – Birgit Fischerová, německá rychlostní kanoistka
- 1966 – Téa Leoni, americká herečka
- 1967 – Daniel Glazman, francouzský programátor
- 1968 – Oumou Sangaré, malijská zpěvačka
- 1971 – Sean Astin, americký herec
- 1976 – Chris Pitman, americký hudebník
- 1981 – Pak Či-Song, jihokorejský fotbalista
- 1982
  - Flavia Pennetta, italská tenistka
  - Anton Volčenkov, ruský hokejista
- 1983 – Eduardo da Silva, chorvatský fotbalista
- 1986
  - James Phelps, britský herec
  - Oliver Phelps, britský herec
- 1989 – Vira Rebryková, ukrajinská oštěpařka
- 1990 – Pello Bilbao, španělský silniční cyklista
- 1994 – Eugenie Bouchardová, kanadská tenistka
- 1995 – Viktorija Tomovová, bulharská tenistka
- 1997 – Isabelle Fuhrman, americká herečka

## Úmrtí

### Česko

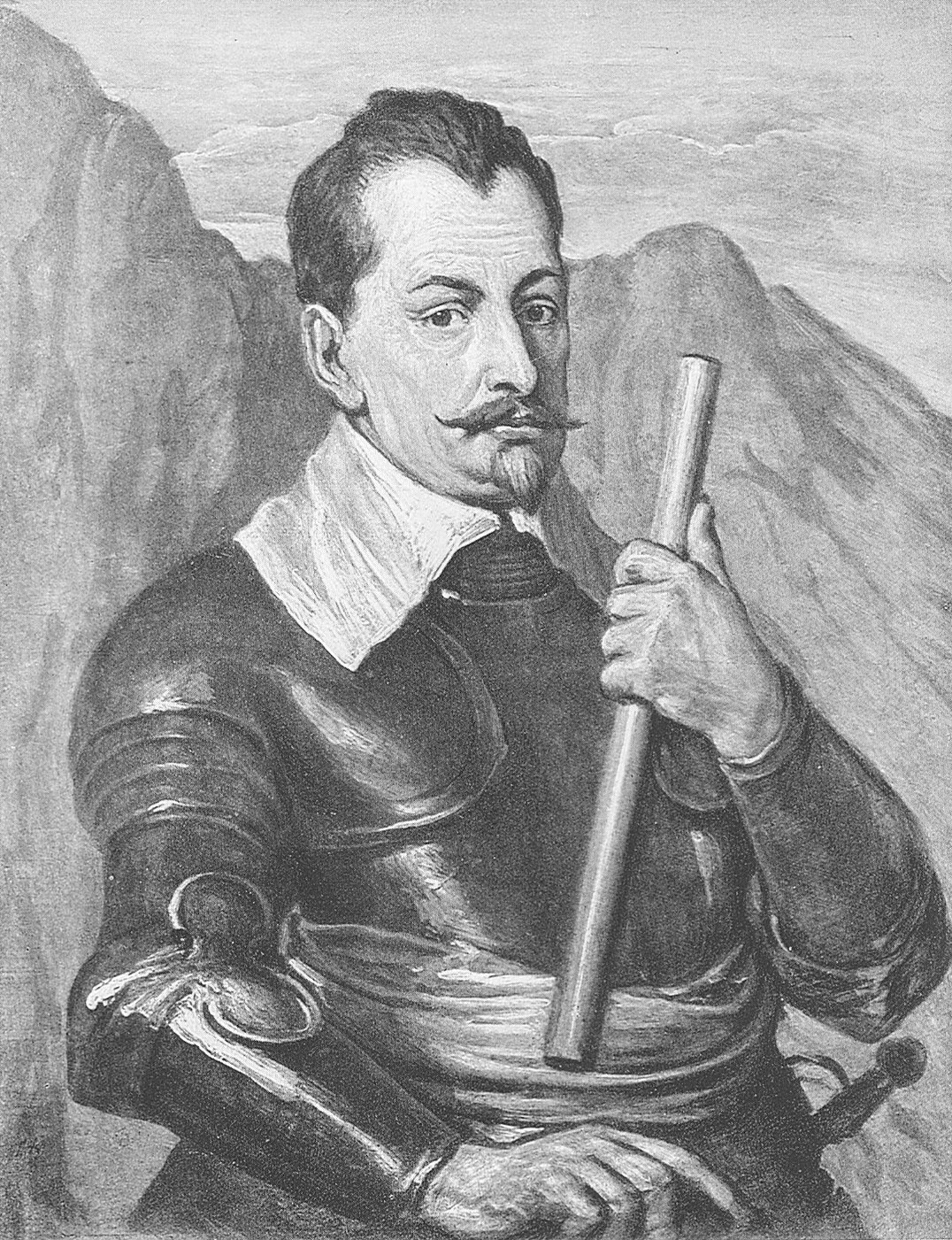
Albrecht z Valdštejna († 1634)

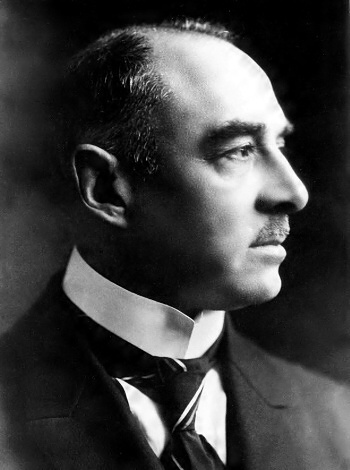
František Neumann († 1929)

- 1634 – Albrecht z Valdštejna, Václav Eusebius, vojevůdce (* 24. září 1583)
- 1891 – Peter Bibus, rakouský a český politik německé národnosti (* 9. března 1825)
- 1898 – Eduard Hořovský, český báňský odborník (* 22. října 1831)
- 1926 – Karel Krnka, český konstruktér zbraní (* 6. dubna 1858)
- 1929 – František Neumann, dirigent a hudební skladatel (* 16. června 1874)
- 1931 – Karel Cumpfe, klasický filolog (* 14. listopadu 1853)
- 1934 – Vincenc Hlavinka, český průkopník vodárenství, meliorací, kanalizací a čištění odpadních vod (* 5. dubna 1862)
- 1938
  - Julie Reisserová, hudební skladatelka a básnířka (* 9. října 1888)
  - Václav Štolba, československý politik (* 27. ledna 1869)
  - Růžena Maturová, česká operní pěvkyně, sopranistka (* 2. září 1869)
- 1945 – František Chvalkovský, politik a diplomat (* 30. července 1885)
- 1950 – Josef Toufar, ThDr., číhošťský farář, římskokatolický kněz (* 14. února 1902)
- 1960 – Gabriel Volko, československý politik slovenské národnosti (* 26. října 1873)
- 1968 – Miloš Havel, český mediální podnikatel a filmový producent (* 3. listopadu 1899)
- 1969 – Jan Zajíc, student, odpůrce sovětské okupace (* 3. července 1950)
- 1970 – Světla Svozilová, herečka (* 13. listopadu 1906)
- 1974 – František Smolka, malíř (* 7. října 1885)
- 1980 – Rudolf Bureš, lékař, odbojář, politik (* 14. března 1906)
- 1981 – Hana Dostalová, malířka, ilustrátorka, textilní a sklářská návrhářka (* 11. listopadu 1890)
- 1983
  - Stanislav Kyselák, varhaník a hudební skladatel (* 30. května 1915)
  - Jozef Mjartan, československý politik (* 22. února 1900)
- 1984 – Michael Florian, grafik (* 3. června 1911)
- 1997 – František Belfín, hudební skladatel a dirigent (* 11. července 1923)
- 1999 – Štěpán Zavřel, český ilustrátor, animátor, grafik, malíř a spisovatel (* 25. prosince 1932)
- 2000 – Vlastimil Koutecký, architekt a scénograf (* 1. září 1930)
- 2002 – Pravomil Raichl, protifašistický a protikomunistický bojovník (* 31. ledna 1921)
- 2003 – Oto Ševčík, herec a režisér (* 23. října 1931)
- 2007 – Jan Teplý, herec (* 30. července 1931)
- 2009 – Hana Bořkovcová, autorka próz pro děti a mládež (* 4. června 1927)
- 2016
  - Miloš Hájek, historik, levicový intelektuál, příslušník československého odboje za druhé světové války a mluvčí Charty 77 (* 12. května 1921)
  - Zdeněk Smetana, český animátor, scenárista, výtvarník, ilustrátor, malíř a režisér. (* 26. července 1925)

### Svět

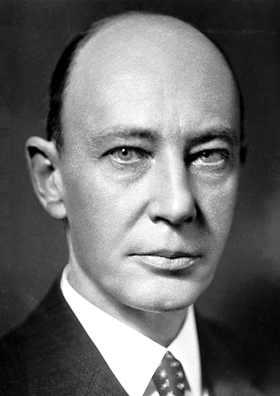
George R. Minot († 1950)

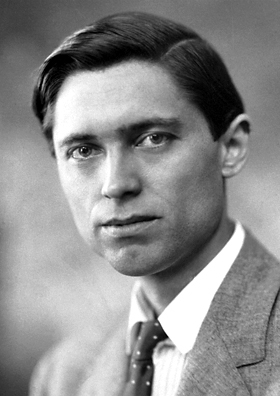
Theodor Svedberg († 1971)

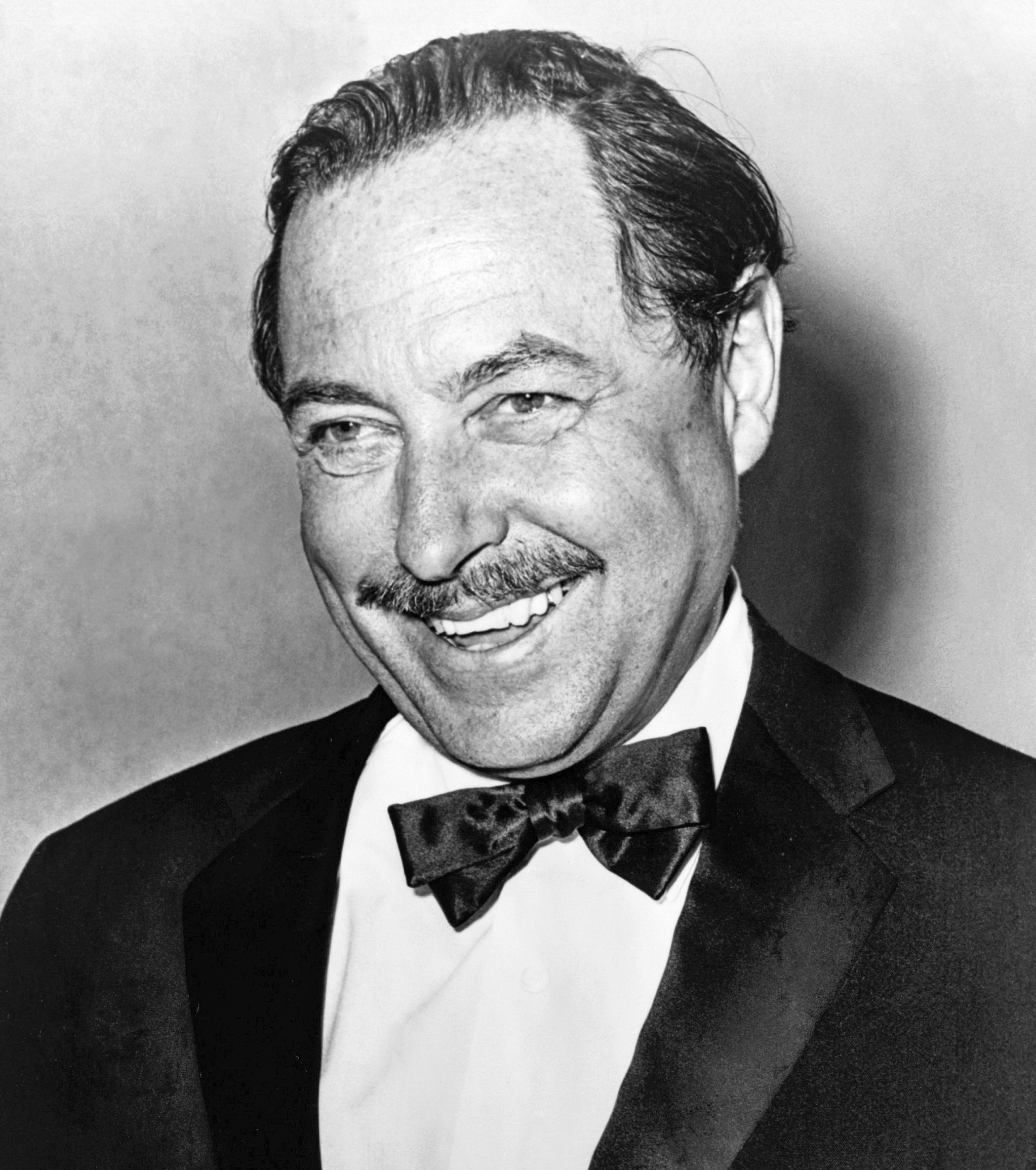
Tennessee Williams († 1983)

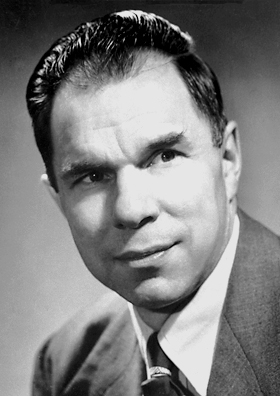
Glenn Seaborg († 1999)

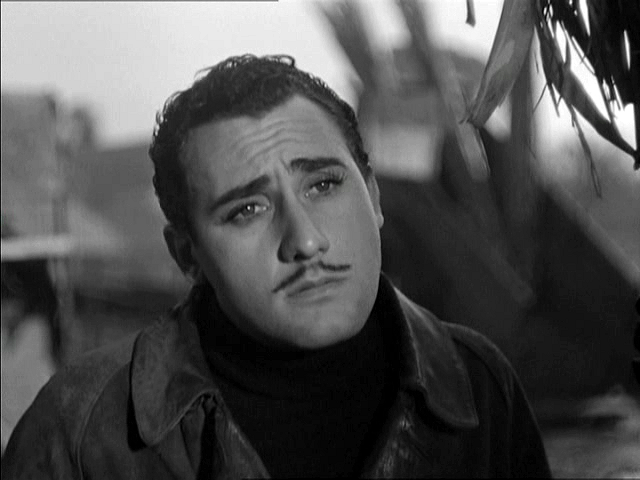
Alberto Sordi († 2003)

- 1220 – Albrecht II. Braniborský, braniborský markrabě z rodu Askánců (* mezi  1171 a 1177)
- 1321 – Beatrix z Avesnes, lucemburská hraběnka
- 1495 – Džem, syn osmanského sultána Mehmeda II. (* 23. prosince 1459)
- 1547 – Vittoria Colonna, italská renesanční básnířka (* 1492)
- 1659 – Willem Drost, nizozemský malíř (* 19. dubna 1633)
- 1682 – Alessandro Stradella, italský barokní hudební skladatel (* 1. října 1639)
- 1713 – Fridrich I. Pruský, braniborský kurfiřt a první pruský král (* 11. července 1657)
- 1715 – Pchu Sung-ling, čínský spisovatel (* 5. června 1640)
- 1723 – Sir Christopher Wren, anglický architekt (* 20. října 1632)
- 1751 – Georg Caspar Schürmann, německý barokní skladatel (* 1673)
- 1764 – Yves-Marie André, francouzský filozof, spisovatel a matematik (* 22. května 1675)
- 1805 – Frederika Luisa Hesensko-Darmstadtská, pruská královna (* 16. října 1751)
- 1818 – George Cranfield Berkeley, britský admirál a politik (* 10. srpna 1753)
- 1852 – Thomas Moore, anglický romantický básník (* 28. května 1779)
- 1856 – George Don, skotský botanik (* 17. května 1798)
- 1864 – Anna Harrisonová, manželka 9. prezidenta USA Williama H. Harrisona (* 25. července 1775)
- 1877
  - Catherine Anne Austenová Hubbacková, britská spisovatelka (* 7. července 1818)
  - Džang Bahádur, vládce Nepálu (* 18. června 1816)
- 1897 – Cornélie Falcon, francouzská operní pěvkyně (* 28. ledna 1812)
- 1898 – Francis Frith, anglický krajinářský fotograf (* 31. října 1822)
- 1899 – Paul Julius Reuter, zakladatel agentury Reuters (* 21. července 1816)
- 1906 – Anton Arenskij, ruský hudební skladatel a klavírista (* 12. července 1861)
- 1908 – Alfred Horsley Hinton, anglický fotograf (* 1863)
- 1911 – Fritz von Uhde, německý malíř (* 22. května 1848)
- 1912 – Vilém IV. Lucemburský, lucemburský velkovévoda (* 22. dubna 1852)
- 1918 – Heinrich Kadich vom Pferd, ruský genealog a heraldik (* 5. června 1865)
- 1920 – Vadim Podbělskij, revolucionář, sovětský státník (* listopad 1887)
- 1922 – Henri Landru, francouzský sériový vrah (* 12. dubna 1869)
- 1929 – Alexander Binder, švýcarský fotograf (* 1888)
- 1937 – Artur Payr, rakouský architekt a vysokoškolský profesor (* 20. listopadu 1880)
- 1945 – Mário de Andrade, brazilský spisovatel a fotograf (* 1893)
- 1950 – George Richards Minot, americký lékař, nositel Nobelovy ceny (* 2. prosince 1885)
- 1953 – Reggie Lucas, americký kytarista a hudební producent
- 1954 – Auguste Perret, francouzský architekt (* 12. února 1874)
- 1956 – Elmer Drew Merrill, americký botanik (* 15. října 1876)
- 1957 – Bugs Moran, chicagský gangster (* 21. srpna 1893)
- 1959 – Elijahu Berligne, signatář deklarace nezávislosti Státu Izrael (* 1866)
- 1961 – Sebastiano Visconti Prasca, italský generál (* 27. února 1883)
- 1964
  - Alexander Archipenko, ukrajinsko americký sochař a grafik (* 30. května 1887)
  - Maurice Farman, francouzský automobilový závodník, letec a konstruktér (* 21. března 1877)
- 1966 – Viktor Kravčenko, sovětský inženýr a diplomat (* 11. října 1905)
- 1970
  - Ján Bendík, slovenský poslanec (* 25. prosince 1903)
  - Mark Rothko, americký malíř (* 25. září 1903)
- 1971 – Theodor Svedberg, švédský chemik, Nobelova cena za chemii (* 30. srpna 1884)
- 1972 – Hugo Steinhaus, polský matematik (* 14. ledna 1887)
- 1978 – Ján Poničan, slovenský spisovatel (* 15. června 1902)
- 1979 – Henrich Focke, německý průkopník letectví (* 8. října 1890)
- 1983 – Tennessee Williams, americký dramatik (* 26. března 1911)
- 1994 – Baruch Goldstein, pachatel masakru v Jeskyni patriarchů (* 9. prosince 1956)
- 1997 – Andrej Donatovič Siňavskij, ruský literární vědec, spisovatel a literární kritik (* 8. října 1925)
- 1999 – Glenn Seaborg, americký jaderný chemik, nositel Nobelovy ceny (* 19. dubna 1912)
- 2000 – Pavel Pochylý, slovenský horolezec (* 25. září 1945)
- 2003 – Alberto Sordi, italský herec, zpěvák, skladatel a režisér (* 15. června 1920)
- 2005
  - Peter Benenson, britský právník, zakladatel Amnesty International (* 31. července 1921)
  - Jean Prat, francouzský ragbista (* 1. srpna 1923)
- 2009
  - Ian Carr, britský trumpetista (* 21. dubna 1933)
  - Philip José Farmer, americký autor science fiction a fantasy (* 1918)
- 2012
  - Maurice André, francouzský trumpetista (* 1933)
  - Tadeusz Andrzej Zieliński, polský muzikolog (* 22. května 1931)
  - Red Holloway, americký jazzový saxofonista (* 31. května 1927)
  - Louisiana Red, americký bluesový kytarista a hráč na foukací harmoniku (* 23. března 1932)
- 2013 – Dirk Fischer, americký jazzový hudebník (* 1. září 1924)
- 2014 – Paco de Lucía, flamencový kytarový virtuos (* 21. prosince 1947)
- 2015 – Harve Bennett, americký televizní a filmový producent a scenárista (* 17. srpna 1930)
- 2017 – Bill Paxton, americký herec a režisér (* 17. května 1955)
- 2019 – Janet Asimovová, psychiatrička, psychoanalytička a spisovatelka (* 6. srpna 1926)
- 2020
  - Mario Bunge, argentinský filozof, fyzik a profesor (* 21. srpna 1919)
  - Husní Mubárak, egyptský politik a bývalý prezidente (* 4. května 1928)

## Svátky

### Česko
- Liliana
- Felix
- Božetěch
- Taras
- Valburga[1]
- Pamětní den české inteligence a Konfederace politických vězňů obětem komunistického převratu a totalitní doby.
- Socialistický kalendář – Vítězství československého pracujícího lidu (1948)

### Svět
- Slovensko: Frederik
- Kuvajt: Národní den
- Mexiko: Coronado Day
- Chorvatsko: svatý Donát, arcibiskup zadarský

### Liturgický kalendář
- Sv. Valpurga